# Assassinato por Encomenda
Fletch (bra/prt: Assassinato por Encomenda) é um filme estadunidense de 1985, do gênero comédia policial, dirigido por Michael Ritchie para a Universal Pictures, com roteiro de Andrew Bergman baseado no livro homônimo de Gregory Mcdonald. 
Conta a história do repórter investigativo Irwin Fletcher, personagem do livro homônimo, publicado pelo escritor Gregory Mcdonald. No cinema, Fletcher foi protagonizado por Chevy Chase. Além de Chase, foram cogitados para o papel de Fletcher o ator Burt Reynolds e o vocalista Mick Jagger, mas o autor da novela não concordou com as opções, preferindo Chase - que foi indicado subseqüentemente.

## Sinopse
O filme apresenta a carreira do repórter, Irwin Fletcher, que começa falando de sua última peripécia, ao investigar uma rede de tráfico de drogas em algumas praias de Los Angeles. Enquanto produz a reportagem e pesquisa as circunstâncias, Alan Stanwyk (Tim Matheson) aproxima-se e lhe propõe algo inusitado. Diz ter um câncer inoperável e quer que Fletch o mate, para que sua família receba seu alto seguro de vida. Para tanto, Stanwyk oferece 50 mil dólares. Fletch aceita, mas logo começa a suspeitar dos motivos de Alan. Ao investigar o milionário, Fletch descobre que há uma trama muito mais complexa por trás do falso tumor, incluindo tráfico de drogas, a polícia, bigamia e outras situações.

## Elenco
- Chevy Chase - Irwin M. "Fletch" Fletcher
- Joe Don Baker - chefe de polícia Jerry Karlin
- Dana Wheeler-Nicholson - Gail Stanwyk
- Richard Libertini - Frank Walker
- Geena Davis - Larry
- Tim Matheson - Alan Stanwyk
- M. Emmet Walsh - dr. Joseph Dolan
- George Wendt - Fat Sam
- Kenneth Mars -  Stanton Boyd
- George Wyner - Marvin Gillet
- Kareem Abdul-Jabbar - o próprio
- Chick Hearn - o próprio
- James Avery - detetive
- Reid Cruickshanks - sargento
- Bruce French - Dr. Holmes
- Burton Gilliam - Bud
- David W. Harper - adolescente no Alfa Romeo
- Alison LaPlaca - atendente
- Joe Praml - observador
- William Sanderson - Jim Swarthout
- Penny Santon - Velma Stanwyk
- Robert Sorrells - Marvin Stanwyk
- Beau Starr - Willy

## Trilha sonora
1. Stephanie Mills - "Bit by Bit"(Tema de Fletch) 3:38
2. Dan Hartman - "Fletch, Get Outta Town" 4:11
3. John Farnham - "Running for Love" 2:54
4. Dan Hartman - "Name of the Game" 6:02
5. Harold Faltermeyer - "Fletch Theme" 3:48 (tema do filme)
6. The Fixx - A Letter to Both Sides 3:20
7. Kim Wilde - "Is It Over" 3:52
8. Harold Faltermeyer - "Diggin' In" 2:44
9. Harold Faltermeyer - "Exotic Skates" 3:00
10. Harold Faltermeyer - "Running for Love" [instrumental] 2:44